# 마이크 플래너건 (영화 감독)
마이크 플래너건(영어: Mike Flanagan, 1978년 5월 20일 ~ )은 미국의 영화 감독, 영화 각본가, 영화 편집자이다.

## 작품 목록

### 영화
- 앱센시아 (2011)
- 오큘러스 (2013)
- 허쉬 (2016)
- 썸니아 (2016)
- 위자: 저주의 시작 (2016)
- 제럴드의 게임 (2017)
- 닥터 슬립 (2019)

### 텔레비전
- 힐 하우스의 유령 (2018)
- 블라이 저택의 유령 (2020)
- 어둠 속의 미사 (2021)
- 자정 클럽 (미정)
- 어셔가의 몰락 (미정)